# Sbata
Sbata (arabiska: سباتة) är ett arrondissement i Casablanca i Marocko. Antalet invånare var 116 255 vid folkräkningen 2014.